# Austroeupatorium
Austroeupatorium é um género botânico pertencente à família Asteraceae. É composto por 20 espécies descritas e destas 8 são aceites.
O género foi descrito por R.M.King & H.Rob. e publicado em Phytologia 19: 433. 1970. A espécie-tipo é Eupatorium inulifolium Kunth. = Austroeupatorium inulifolium (Kunth) R.M.King & H.Rob.
Trata-se de um género reconhecido pelo sistema de classificação filogenética Angiosperm Phylogeny Website.

## Descrição
As plantas deste género só têm disco (sem raios florais) e as pétalas são de cor branca, ligeiramente brancas amareladas, rosa ou púrpura (nunca de uma completa cor amarela).

## Espécies
As espécies aceites são:
- Austroeupatorium chaparense (B.L.Rob.) R.M.King & H.Rob.
- Austroeupatorium decemflorum (DC.) R.M.King & H.Rob.
- Austroeupatorium inulifolium (Kunth) R.M.King & H.Rob.
- Austroeupatorium morii R.M.King & H.Rob.
- Austroeupatorium neglectum (B.L.Rob.) R.M.King & H.Rob.
- Austroeupatorium paulinum (DC.) R.M.King & H.Rob.
- Austroeupatorium petrophilum (B.L.Rob.) R.M.King & H.Rob.
- Austroeupatorium silphiifolium (Mart.) R.M.King & H.Rob.